# 米倉斉加年
米倉 斉加年（よねくら まさかね、1934年〈昭和9年〉7月10日 - 2014年〈平成26年〉8月26日）は、日本の俳優・演出家・絵本作家・絵師。

## 来歴・人物
福岡県福岡市（現在の同市中央区）出身。福岡市立警固中学校、福岡県立福岡中央高等学校卒業。高校ではバスケットボール部で主将を務めバスケットボールで西南学院大学への推薦を受けるも、当時はバスケットボールで生きる道はなく、役者として生きる道を選択する。戸籍上は正扶三（まさふみ）であったが、小学生の頃から「斉加年」と名乗り続け、改名し戸籍上も「斉加年」（1983年）となる。
推薦を断り一浪し、西南学院大学文学部英文科入学。演劇部で演劇に没頭する。1954年には、中退し単身東京へ。松村達雄が創立した劇団五十人劇場に入る。しかし1年あまりで解散。福岡に帰り結婚する。そして1957年に劇団民藝水品演劇研究所に3期生として入る。1959年には研究所の廃止を受けて、岡村春彦や常田富士男らとともに、劇団青年芸術劇場（通称・青芸’59～’67）を旗揚げする。劇団民藝第三稽古場を無料で使用しての旗揚げであった（後に家賃を払う）。顧問として、劇団民藝の宇野重吉、滝沢修、観世栄夫、福田善之、林光も参加し、別役実のデビュー作の上演するなど、小劇場運動の黎明期の中心であった。青芸とも関わった、評論家の菅孝行はこの劇団について「安保闘争のデモは皆勤だった劇団」と語っている。宇野重吉のアドバイスにより、1964年（1965年とも）に劇団民藝に復帰、2000年に退団するまで37年間、劇団民藝の中心俳優・演出家として60公演に参加した。この間新劇俳優として、演劇鑑賞会の舞台に最も多く出演している。新劇俳優として、初めて商業演劇の舞台に立ち（'66東宝「ラブ」。有馬稲子、フランキー堺）、森光子との共演舞台も多く、特に「放浪記」は1986年より出演。最後まで森光子と共に舞台に立った。2007年には、地方からの公演要望も多く、「演劇の出前」として、劇団海流座を立ち上げ、代表を務めた。
映像では、繊細な奇人芸術家・善良だが内気なインテリといった役柄を得意としており、特にNHKへの出演は多く、大河ドラマではたびたび大役を演じた。『風と雲と虹と』での国司でありながら将門の乱をたきつける皇族・興世王役での怪演をはじめ、『花神』での桂小五郎役は、本来二枚目人気スターの当たり役なだけに（しかもこのドラマでは準主役的ポジション）、民放や現在のNHKでは考えられない起用であったが、高い知性やリーダーシップと神経質さを併せ持つ桂像を構築して見せた点など、同シリーズでの功績は大きい。
1972年の『明智探偵事務所』では準レギュラー・「博多訛りの」怪人二十面相役を務めた。
善人としての持ち味は山田洋次がよく活かし、『男はつらいよ』シリーズには2度、恋敵役で登板したほか、冒頭夢場面の端役と葛飾の巡査役を兼ねるような形で軽い顔出しを重ねた（実質、準レギュラー）。山田監督の愛弟子・高橋正圀脚本のテレビドラマ『ぼくの姉さん』でも倍賞千恵子の夫となる美術教師として準主演だった（こちらも善良なインテリキャラクターだった）。他に『沖田総司』の近藤勇役、『動乱』の高倉健、吉永小百合に次ぐ三番手ポジションである憲兵役などが映画での大役である。
第1回、第23回紀伊国屋演劇賞（1966年、1986年）、第11回「新劇」演技賞受賞。
役者のほかに絵本作家、絵師としての活動も行っており、ボローニャ国際児童図書展にて、1976年の『魔法おしえます』と1977年の『多毛留』で、2年連続グラフィック大賞を受賞したほど（『魔法おしえます』は子供の部、『多毛留』は青少年の部での受賞。大賞を2年連続で受賞したのは史上初）。角川文庫の夢野久作作品など、表紙やイラストも多く手掛けている。1981年2月9日に郵政省から発行された郵便切手「日本の歌シリーズ 第8集 椰子の実」では原画を描いた。
本文・挿絵とも米倉による著書『おとなになれなかった弟たちに…』は、1987年以来、中学1年生の国語教科書（光村図書）に採用されている。
「世田谷・九条の会」呼びかけ人を務めていた。
2014年8月26日、知り合いの結婚式に出席するため滞在していた福岡市のホテルで倒れ、同日午後9時33分、搬送先の同市内の病院で腹部大動脈瘤破裂のため死去。80歳没。通夜・葬儀は、近親者や親族のみで執り行われ、10月13日にお別れの会が開かれた。
中学校1年生向けの国語の教科書に40年近くに亘って採用され続けている自著『おとなになれなかった弟たちに…』は米倉本人の少年時代の実体験を作品にしたものである。俳優としての米倉と本作には一見、直接的な繋がりなど無さそうな印象があるが、米倉はこの当時の実体験が後に俳優の道に進むことになるきっかけになったと語っている。

## 出演作品
民藝舞台出演作品
1958 法隆寺 青江舜二郎 　 岡倉士朗
1958 ポーギィとベス ヘイワード夫妻 菅原卓 菅原卓
1965 開かれた処女地 M・ショーロホフ P・ジョーミン 原卓也 宇野重吉
1965 コンベア野郎に夜はない 大橋喜一 　 宇野重吉 主演
1965 ゴドーを待ちながら S・ベケット 渡辺浩子 渡辺浩子 主演（宇野重吉とダブル主演）
1966 私のかわいそうなマラート A・アルブーゾフ 泉三太郎 若杉光夫 主演（伊藤孝雄、樫山文枝との三人芝居）
1967 フォー･シーズン A・ウエスカー 渡辺浩子 渡辺浩子 主演（松本典子との二人芝居〕
1967 ヴィシーでの出来事 A・ミラー 菅原卓 菅原卓
1968 ヴェニスの商人 W・シェイクスピア 福田恒在 浅利慶太
1968 斬られの仙太 三好十郎 宇野重吉
1969 正義の人びと A・カミュ 白井健三郎 宇野重吉
1969 鋤と星 Ｓ・オケーシー 渡辺浩子 渡辺浩子
1970 もう一人のヒト 飯沢匡 飯沢匡
1970 七月六日（レーニン） M・シャトローフ 佐藤恭子 宇野重吉
1970 焼けたトタン屋根の上の猫 T・ウィリアムズ 田島博 渡辺浩子
1971 銀河鉄道の恋人たち 大橋喜一 宇野重吉 主演（ヒロイン樫山文枝）
1972 日本改造法案-北一輝の死- 松本清張 村山知義 
1972 三人姉妹 A・チェーホフ 牧原純 宇野重吉
1973 かさぶた式部考 秋元松代 渡辺浩子
1973 修羅と死刑台 大橋喜一 若杉光夫
1974 桜の園 A・チェーホフ 牧原純 宇野重吉
1974 銅の李舜臣 金芝河 安昌寿 演出 主演
1974 赤ひげ 山本周五郎 倉本聰 宇野重吉
1975 お尋ね者ホッツェンプロッツ 北林谷栄 北林谷栄
1975 迷路 野上弥生子 久坂栄二郎 宇野重吉
1975 鎮悪鬼 金芝河 金慶植 演出 主演
1976 電話（ポケット・ミュージカル） 山田洋次 高橋正圀 主演
1976 リリオム F・モルナール 劇団民藝文芸部 宇野重吉 主演
1976 人類危機の十三日間 J・サマヴィル 中野好夫 演出
1977 燕よ お前はなぜ来ないのだ…… T・Ｋ生 大橋喜一 演出
1978 妖かし 矢代静一 渡辺浩子
1978 おゝ、わが町－ナポリ百万長者！- E・デ＝フィリッポ 里居正美 渡辺浩子
1979 灰の街のアメリカ紳士 大橋喜一 演出
1980 息子の結婚 武者小路実篤 宇野重吉 主演
1980 嬰児ごろし 山本有三 宇野重吉
1982 朝を見ることなく 呉己順追悼文集 　李恢成・大橋喜一 　演出
1983 夢二・大正さすらい人 吉永仁郎 渡辺浩子
1983 タリー家のボート小屋 L・ウィルソン 青井陽治 渡辺浩子 主演
1985 こんな筈では…… A・ガーリン 尼宮玲子 宇野重吉 
1985ジャングルの刻　湯山浩二　演出
1986 おんにょろ盛衰記 木下順二 　 宇野重吉
1986 三年寝太郎 木下順二 　 宇野重吉
1987 夏・南方のローマンス-神と人とのあいだⅡ- 木下順二 　 宇野重吉 内山鶉 
1988 おんにょろ盛衰記 木下順二 　 宇野重吉 　 
1988 ドストエーフスキイの妻を演じる老女優 E・ラジンスキイ 宮澤俊一 雪山香代子 内山鶉 主演（北林谷栄との二人芝居） 
1989 根津物語 演出 　 主演
1990 エマ-自由よ、アメリカに咲いた赤い花- Ｈ・ジン 須藤忠昭 演出
1991 民衆の敵 Ｈ・イプセン 菅原卓 演出（中島裕一郎共同演出）
1992 牧場的風景 大橋喜一 　 中島裕一郎 と共同演出
1992 リア王 W・シェイクスピア 木下順二 演出 主演
1993　一夜　三好十郎　演出　主演（新田昌玄との二人芝居）
1993 粉本楢山節考 深沢七郎 北林谷栄 演出
1994 おはなはん 林謙一 小野田勇 演出
1995 熊楠の家 小幡欣治 　観世栄夫 主演
1997 グラバーの息子-倉場富三郎の生涯- 定村忠士 　 演出 主演
1997 黄落 佐江衆一 北林谷栄 演出
1999 蕨野行 村田喜代子 北林谷栄 演出
1999 大司教の天井 A・ミラー 倉橋健 演出
2000 オットーと呼ばれる日本人 木下順二 演出
※（「蕨野行」「オットーと呼ばれる日本人」以外は演出作品にも出演）

### テレビドラマ
- バス通り裏（1958年 - 1963年、NHK総合）
- 東京のプリンスたち（1959年、NET）
- 口笛が冬の空に…（1961年、NHK総合）
- 風雪（NHK総合）
  - 万機公論（1964年） - 小川 役
  - 教育勅語（1964年） - 囚人 役
- 大河ドラマ（NHK総合）
  - 三姉妹（1967年） - 中村半次郎 役
  - 天と地と（1969年） - 飛び加藤 役
  - 国盗り物語（1973年） - 竹中半兵衛 役
  - 勝海舟（1974年） - 佐久間象山 役
  - 風と雲と虹と（1976年） - 興世王 役
  - 花神（1977年） - 桂小五郎 役
  - 春の波涛（1985年） - 板垣退助 役
  - 秀吉（1996年） - 今川義元 役
- 連続テレビ小説（NHK総合）
  - あしたこそ（1968年） - 一郎 役
  - 藍より青く（1972年）
  - 水色の時（1975年） - 松宮善市 役
  - いちばん太鼓（1985年） - 赤峰富士雄 役
  - 芋たこなんきん（2006年） - 矢木沢久米夫 役
  - ちりとてちん（2007年） - 和田正太郎 役
- われら弁護士（1968年、日本テレビ）
- 黒部の太陽（1969年、日本テレビ）
- 独身のスキャット 第4話（1970年、TBS / 円谷プロ）
- 男は度胸（1970年、NHK総合） - 大岡忠相 役
- 坊っちゃん（1970年、日本テレビ） - 赤シャツ 役
- おれは男だ!（1971年、日本テレビ）- 青葉高校学校医・勝又新太郎先生 役
- 明智探偵事務所（1972年、NHK総合） - 怪人二十面相 役
- 地獄の辰捕物控 第5話「御用提灯が闇に泣く」（1972年、NET）
- 大岡越前（TBS / C.A.L）
  - 第3部 第7話「血を吸う宝石」（1972年7月24日） - 岩松 役
  - 第15部 第15話「思い込み」（1998年12月21日） - 田山平内（山田平左衛門） 役
- 必殺シリーズ（朝日放送 / 松竹）
  - 必殺仕掛人 第30話「仕掛けに来て死んだ男」（1973年） - 四ツ玉の勘次 役
  - 必殺仕置屋稼業 第14話「一筆啓上不義が見えた」（1975年） - 長門屋治平 役
  - 必殺スペシャル・秋! 仕事人vsオール江戸警察（1990年） - 鳥居耀蔵 役
- 剣客商売 第9話「決斗、見付宿」（1973年、フジテレビ）
- 風の中のあいつ（1973年 - 1974年、TBS） - 清水次郎長 役
- それ行け!カッチン（1975年 - 1976年、TBS / 国際放映）- 和子のお父さん 役
- 人魚亭異聞 無法街の素浪人 第4話「横浜どんたく人魚の館」（1976年、NET / 三船プロ） - 村野信吾 役
- 夫婦旅日記 さらば浪人 （フジテレビ）
  - 第24話「ふるさとへの旅路」（1976年）
  - 第25話「ふるさとの空はふたたび」（1976年）
- 横溝正史シリーズ / 三つ首塔（1977年、毎日放送 / 東宝） - 佐竹建彦 役
- 土曜ワイド劇場（テレビ朝日）
  - 松本清張の「声」 ダイヤルは死の囁き（1978年） - 浜野幸平 役
  - 涙・暗くなるまで待って（1978年）
- NHK特集 炎の海　画家青木繁の愛と死（1978年、NHK総合） - 青木繁 役
- 銀河テレビ小説（NHK総合）
  - ぼくの姉さん（1978年） - 台（美術教師） 役
  - 姉さんの子守唄（1979年） - 台（美術教師） 役
  - 姉さんは腕まくり（1980年） - 台（美術教師） 役
- 太陽にほえろ!（日本テレビ / 東宝）
  - 第320話「翔べないカナリア」（1978年） - 立花シンスケ 役
  - 第368話「事件の背景」（1979年） - 松平圭介 役
  - 太陽にほえろ! PART2 第12話「さらば! 七曲署」（1987年） - 青木 役
- 獅子のごとく（1978、TBS） - 乃木希典 役
- 白い巨塔（1978年 - 1979年、フジテレビ） - 菊川昇 役
- 裸の大将放浪記 / 青い目の涙だったので（1981年、関西テレビ）
- ドラマ人間模様 / 夕暮れて（1983年、NHK総合） - 大八木昇 役
- 新・なにわの源蔵事件帳 第14話「三人組の正体」（1984年、NHK総合）
- 月曜ワイド劇場 / ガラスの家の暴力少女（1984年、テレビ朝日）
- 瑠璃色ゼネレーション（1984年、日本テレビ） - 伊崎健吉 役
- 風にむかってマイウェイ（1984年、TBS） - 結城英雄 役
- 火曜サスペンス劇場 （日本テレビ）
  - 凍る風景（1986年）
  - ラブレター（1995年）
  - 取調室（2002年2月） - 三津田孝司 役
  - うさぎと亀・川の流れのように（2004年6月） - 湯浅周太郎 役
- 鬼平犯科帳（フジテレビ / 松竹）
  - 第1シリーズ 第9話「兇賊」（1989年） - 鷺原の九平 役
  - 第5シリーズ 第3話「蛙の長助」（1994年） - 蛙の長助 役
- 奇兵隊（1989年、日本テレビ） - 吉田松陰 役（声の出演）
- 直木賞作家サスペンス「夜の探偵」（1990年、関西テレビ）
- はぐれ刑事純情派（1991年、テレビ朝日） ‐ 佐久間宗介 役
- 影武者・織田信長（1996年、テレビ朝日） - 千利休 役
- 水戸黄門 第29部 第12話「父を呼ぶ子の鯖街道 -小浜-」（2001年、TBS / C.A.L） - 三方屋清左衛門 役
- 剣客商売 第3シリーズ 第5話「金貸し幸右衛門」（2001年、フジテレビ / 松竹） - 浅野幸右衛門 役
- 御家人斬九郎 第5シリーズ 第4話「盗賊見習い」（2002年、フジテレビ / 映像京都） - 長五郎 役
- こちら本池上署 第1シリーズ（2002年、TBS） - 川村辰夫
- 新春ドラマスペシャル / 秋刀魚の味（2003年1月3日、フジテレビ） - 河合秀三 役
- 救命病棟24時 第3シリーズ（2005年、フジテレビ） - 岡山の町医者 役
- 夫婦道（2007年、TBS） - 杉本辰司 役
- 刺客請負人 第2シリーズ（2008年、テレビ東京） - 嘉助 役
- 坂の上の雲（2009年 - 2011年、NHK総合） - 大山巌 役
- 相棒 season9（2010年11月10日、テレビ朝日） - 榊隆平 役
- 松本清張ドラマスペシャル 砂の器（2011年9月10、11日、テレビ朝日） - 桐原小十郎 役
- 月曜ゴールデン （TBS）
  - 弁護士高見沢響子11（2011年10月17日） - 佐藤市郎 役
  - 新 法廷荒らし 猪狩文助〜終の棲家〜（2015年3月16日） - 今西平三 役
- 水曜ミステリー9 （テレビ東京）
  - 捜査検事・近松茂道11（2012年2月15日） - 関根惣一 役
  - 湯けむりドクター華岡万里子の温泉事件簿6（2012年7月4日） - 松岡善吉 役
- 金曜プレステージ / 浅見光彦シリーズ46（2013年1月11日、フジテレビ） - 吉永宮司 役
- とんび（2013年、TBS） - 島野 役
- 東京が戦場になった日（2014年3月15日、NHK総合 NHKスペシャル特集ドラマ） - 神部正明 役
- サイレント・プア（2014年4月8日 - 6月3日、NHK総合） - 吉岡一郎 役 ※テレビドラマの遺作

### 映画
- 女子大学生 私は勝負する（1959年、東宝）
- 警察日記 ブタ箱は満員（1961年、日活）
- 喜劇 駅前飯店（1962年、東宝）
- 真田風雲録（1963年、東映） - 根津甚八 役
- 君が青春のとき（1967年、日活）
- 東京市街戦（1967年、日活）
- 座頭市と用心棒（1970年、東宝） - 小仏の政五郎 役
- 無頼漢（1970年、東宝）
- 幻の殺意（1971年、東宝）- 藤崎清三
- 戦争と人間 第二部 愛と悲しみの山河（1971年、日活）- *ノンクレジット
- 喜劇 女売出します（1972年、松竹）
- 喜劇 泥棒大家族 天下を盗る（1972年、東宝）
- 男はつらいよシリーズ（松竹） - 青山巡査ほか
  - 男はつらいよ 寅次郎夢枕（1972年）
  - 男はつらいよ 寅次郎相合い傘（1975年）
  - 男はつらいよ 葛飾立志篇（1975年）
  - 男はつらいよ 寅次郎頑張れ!（1977年）
  - 男はつらいよ 寅次郎かもめ歌（1980年）
  - 男はつらいよ 寅次郎真実一路（1984年）
- 異邦人の河（1975年、緑豆社）
- 沖田総司（1974年、東宝） - 近藤勇
- 超高層ホテル殺人事件（1976年、松竹）
- 凍河（1976年、松竹）
- 坊っちゃん（1977年、松竹）
- オモニ 怒りは燃える（1978年、韓国民主回復統一促進国民会議）特別出演[13]
- 聖職の碑（1978年、東宝）
- 配達されない三通の手紙（1979年、松竹）
- 動乱（1980年、東映） - 島謙太郎 役
- わるいやつら（1980年、松竹） - 横武常次郎 役
- 真夜中の招待状（1981年、松竹）
- もどり川（1983年、東宝）
- 彩り河（1984年、松竹） - 清水四郎太 役
- ムッちゃんの詩（1985年、関西共同映画社）
- 人間の約束（1986年、東宝東和）
- あいつに恋して（1987年、東宝）
- パンダ物語（1988年、東宝）
- ダウンタウン・ヒーローズ（1988年、松竹）
- 学校の怪談2（1996年、東宝） - 住職・真行 役
- 老親（2000年、企画制作パオ）
- ひとりね（2002年、アルゴ・ピクチャーズ）
- 母のいる場所（2003年、企画制作パオ）
- パッチギ! LOVE&PEACE（2007年、シネカノン） - 枝川の長老 役
- 星の国から孫ふたり（2009年、企画制作パオ／星の国から孫ふたり製作委員会）
- RAILWAYS 愛を伝えられない大人たちへ（2011年、松竹） - 吉原満 役
- ALWAYS 三丁目の夕日'64（2012年、東宝） - 茶川林太郎 役
- 小さいおうち（2014年、松竹） - 平井恭一（晩年） 役
- ふしぎな岬の物語（2014年、東映） - 冨田 役 ※映画の遺作

### テレビアニメ
- あしながおじさん（ジャービス・ペンデルトン）

### 劇場アニメ
- 哀しみのベラドンナ（司祭）

### 吹き替え
- 砂漠の流れ者/ケーブル・ホーグのバラード（デビッド・ワーナー）

### テレビ番組
- いってみたいな（1967年4月8日 - 1968年8月31日、NHK教育） - 語り
- スポットライト（1974年 - 1975年、NHK総合） - 司会
- 心が輝いたあの日（1986年 - 1990年、NHK教育） - キャスター
- ぶらり途中下車の旅（日本テレビ） - 不定期
- 熊野古道〜お伊勢さんからもうひとつの聖地へ〜（2014年、三重テレビ）[14]

### ドキュメント番組
- 報道スペシャル 列島全中継 国鉄最後の夜（1987年3月31日、TBS） - 筑前宮田駅から中継で出演[15]

### CM
- クラフトフーズ（チーズ　1974年頃）
- ハウス食品（デリッシュカレー　1975年）
- ニビシ醤油（味噌「里ごころ」、「四季のつゆ」他）
- モランボン 焼肉のたれ「ジャン」[16]（ジャンは生きている）、辛子明太子、キムチ（生き続ける味、朝鮮の味）、焼魚・魚刺身のタレ「ジャン」

## 著書
- 『Omara & komara』画と話 （東名企画 1972年）
- 『多毛留（たける）』（偕成社 1976年）『多毛留・おとなになれなかった弟たちに…』（1989年3月 偕成社文庫）
- 『人魚物語 まさかね絵草紙』（角川書店 1977年）
- 『憂気世絵草紙』（大和書房 1978年4月）
- 『大麻羅小麻羅』（未来工房 1979年10月）
- 『MASAKANE 米倉斉加年画集』（集英社 1981年6月）
- 『風よついて来い』（松永伍一との対談集 小学館 1983年3月）
- 『おとなになれなかった弟たちに…』（偕成社、1983年）
- 『道化口上』（影書房 1985年8月）
- 『おんな憂気世絵』（講談社 1986年12月）
- 『演ずるとは』（旬報社 1997年11月）
- 『いま、普通に生きる』 （新日本出版社 2006年4月）

### 挿画
- 『魔法おしえます』（奥田継夫・著、偕成社、1975年）
- 『火の雨が降った 6・19福岡大空襲』（福岡空襲を記録する会、1986年）
- 『ドグラ・マグラ』ほか、角川文庫における夢野久作作品全般
- 吉行淳之介の集英社文庫版著書
- DEAD END アルバム“Dream Demon Analyzer”ジャケット挿絵

## 交友
いっこく堂は、かつて劇団民藝に在籍していた頃に米倉に芸を認められ、劇団を辞めて芸人に転身した際には「一生懸命やってみなさい」と背中を押されたという。米倉はいっこく堂の公演のパンフレットに「私のたった一人の弟子である。彼は魂の芸人である」との推薦文を寄せている。